# Sääse (Tallinn)
Pour l’article homonyme, voir Sääse (bourg).
Sääse  est un quartier du district de  Mustamäe à Tallinn en Estonie.

## Description
En 2019, Sääse compte 8 917 habitants.
Sa superficie est de 0,61 km2.
Ses quartiers limitrophes sont Lilleküla, Siili, Mustamäe et Kadaka.
Les rues du quartier sont: Kiili tänav, Kuklase tänav, Mustamäe tee, Parmu tänav, Sipelga tänav,  Sõpruse puiestee, Sääse tänav, A. H. Tammsaare tee, Tildri põik, Tildri tänav et Vaablase tänav.

## Population
| 2008  | 2010  | 2011  | 2012  | 2013  | 2014  | 2015  |
| ----- | ----- | ----- | ----- | ----- | ----- | ----- |
| 8 674 | 8 726 | 8 815 | 8 793 | 8 831 | 8 881 | 8 804 |

| 2016  | 2017  | 2018  | 2019  | 2020  | 2021  | 2022  |
| ----- | ----- | ----- | ----- | ----- | ----- | ----- |
| 8 937 | 8 981 | 9 045 | 8 917 | 8 956 | 8 880 | 8 798 |

## Transports en commun
Les lignes de bus n° 9, 11, 12, 24, 26, 26A, 28, 72, 112, 115, 238 et les lignes de trolleybus n° 1, 3, 4, 5 traversent le quartier;

## Lieux et monuments
- Sipelga tänav 2, Clinique vétérinaire  ;
- Kiili tänav 6, Jardin d'enfants Mooniõied ;
- Kiili tänav 7, École maternelle Sõbrakese ;
- Kiili tänav 9, Église de Marie-Madeleine à Mustamäe (et)  ;
- Kiili tänav 10, École secondaire n° 32  ;
- Kiili tänav 16, Supermarché Maxima X-Sääse,  ;
- A. H. Tammsaare tee 89, Centre commercial Tammsaare Keskus  ;
- A. H. Tammsaare tee 92, Centre d'affaires Mauruse Maja  ;
- A. H. Tammsaare tee 104A, Centre commercial Mustamäe Keskus.

## Galerie

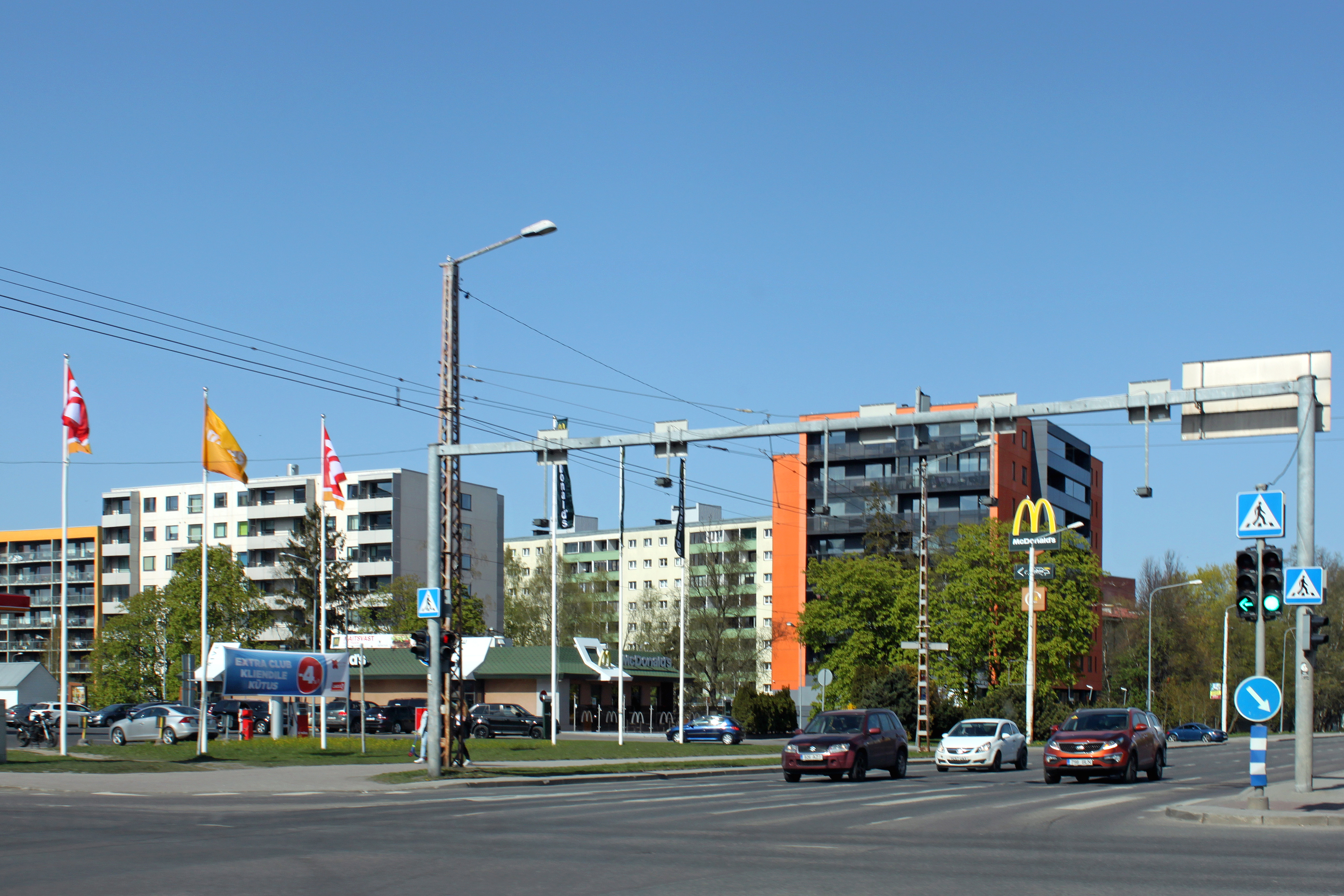
Tammsaare tee - Sõpruse puiestee
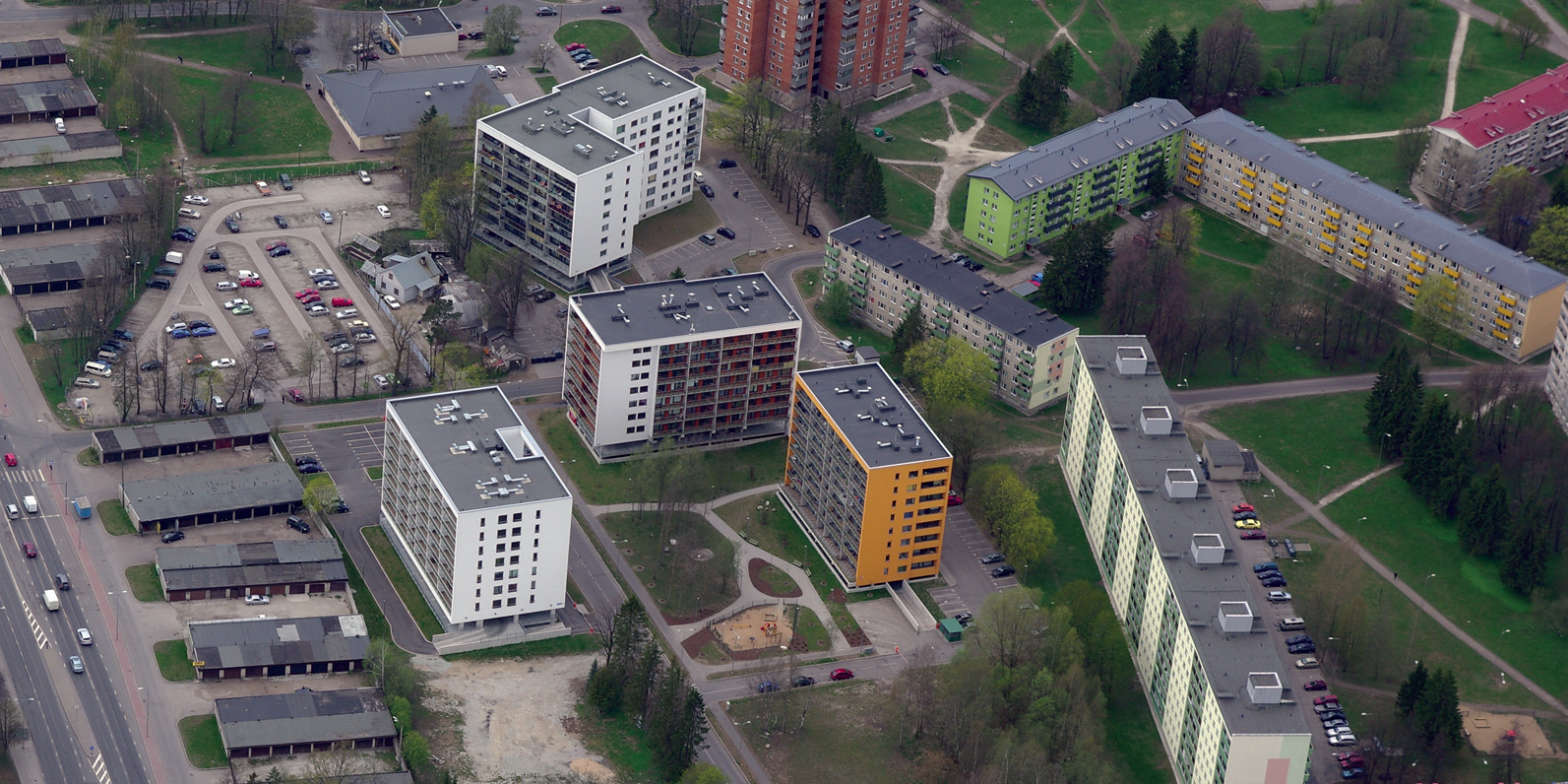
Photo aérienne de la rue Sipelga tänav.
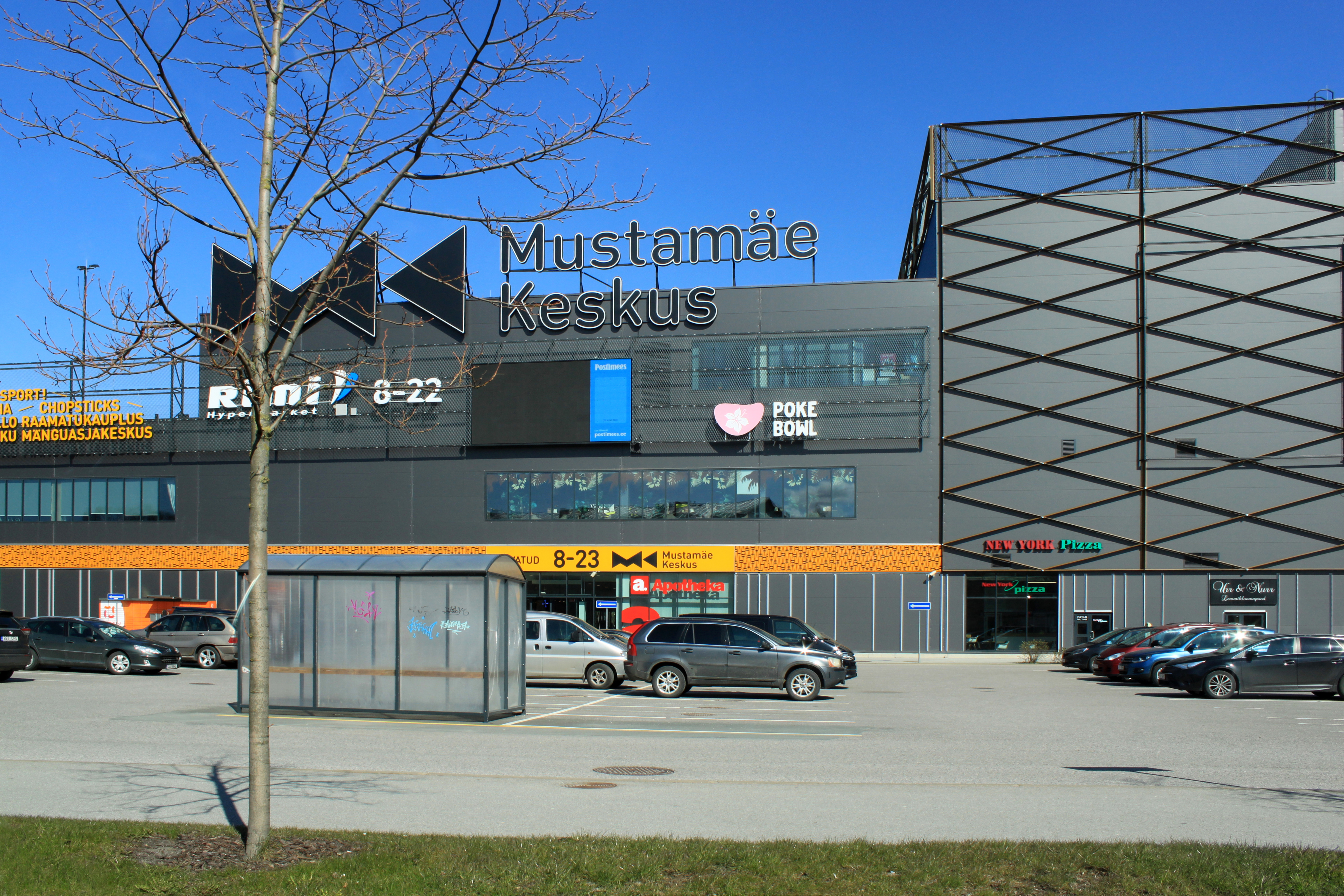
Mustamae keskus.
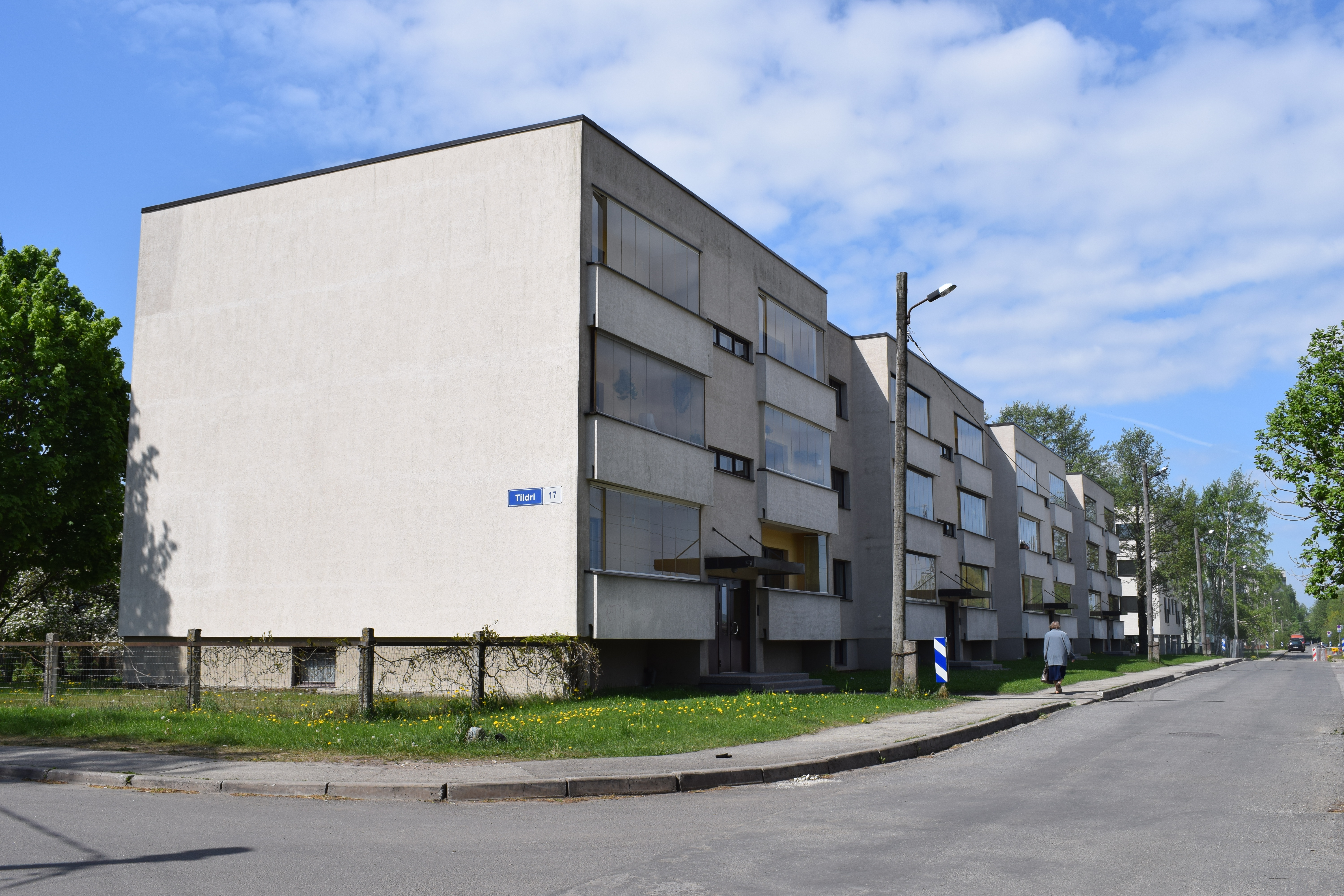
Tildri tänav.

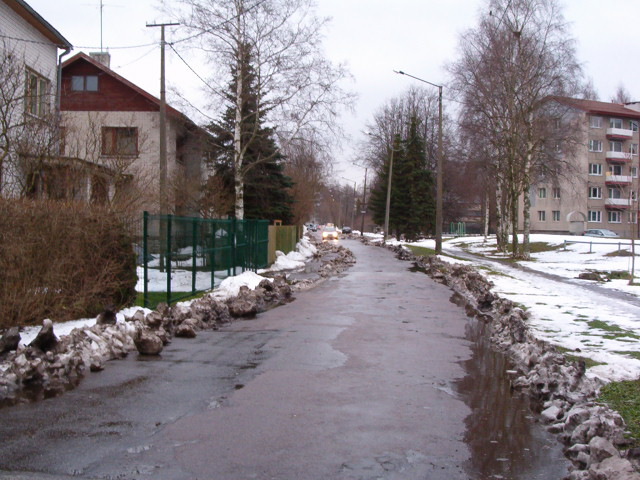
Rue Vaablase
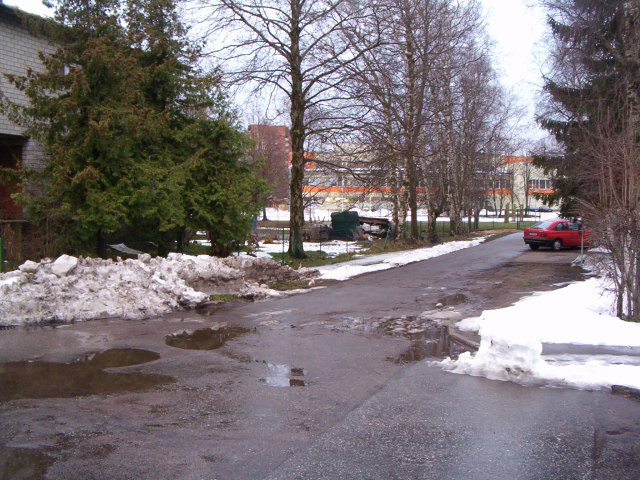
Rue Parmu.
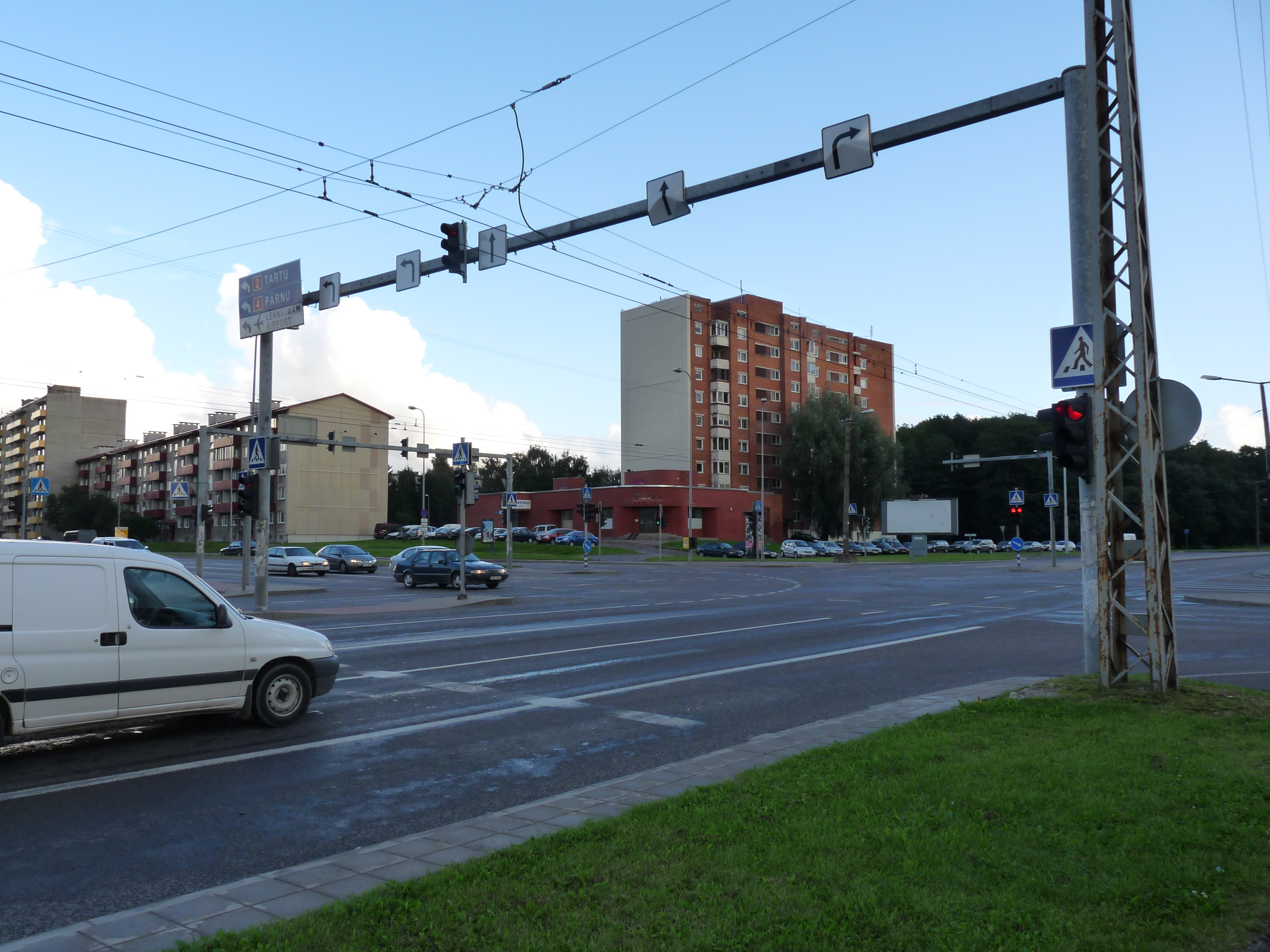
Intersection Tammsaare-Sõpruse
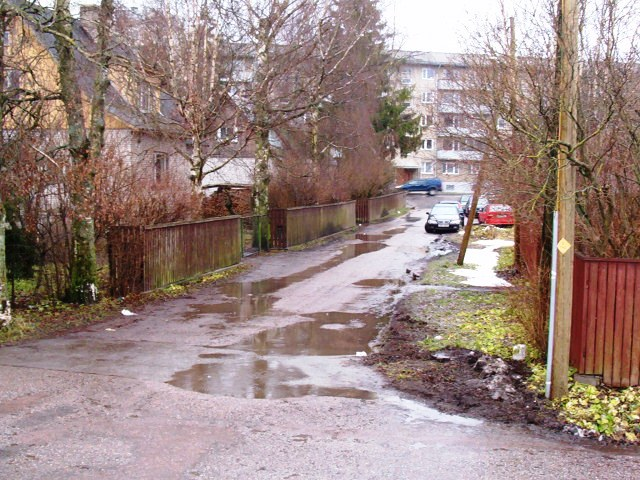
Rue Nirgi.
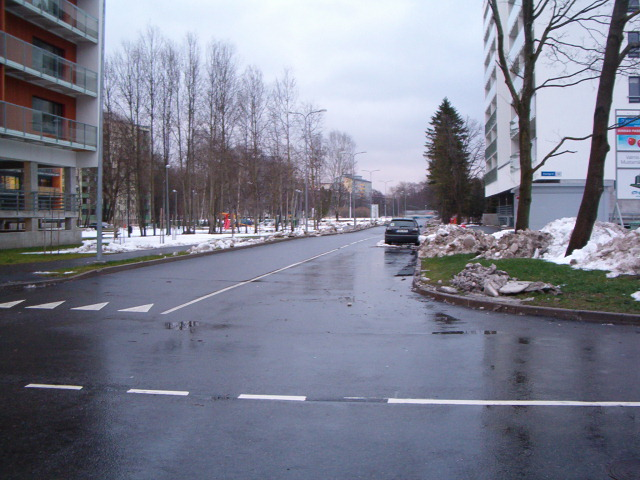
Rue Sipelga.